# 9-й гуркхский стрелковый полк
9-й гуркхский стрелковый полк (англ. 9 Gurkha Rifles, хинди ९ गुरखा राइफल्स) — воинское подразделение армий Британской Индии, а затем независимой Индии. Сформирован в 1817 году, принимал участие в первой англо-сикхской войне, Первой и Второй мировой войне, китайско-индийской пограничной войне, второй и третьей индо-пакистанской войне.

## История

### В составе Британской армии
В 1817 году в индийском городе Фатехгарх был сформирован отряд ополчения, который к 1823 году был преобразован в регулярное подразделение Бенгальской туземной пехоты. В этом качестве он принял участие в штурме Бхаратпура в 1825 году и в Собраонской битве Первой англо-сикхской войны.
В процессе военной реформы после 1857 года подразделение получило название 9-го бенгальского туземного пехотного полка. Одна из рот полка была сформирована из гуркхов, а остальные из бенгальских горцев. В 1893 году полк был полностью переукомплектован гуркхами-индуистами (англ. Khas Gorkhas) и в 1903 году получил своё окончательное название — 9-й гуркхский стрелковый полк.
В Первую мировую войну 9-й гуркхский воевал во Франции, где в частности принимал участие в битве при Ла Бассее, сражениях при Армантьере, Живанши, боях за Оберскую гряду, битвах при Нев-Шапеле, Фестюбере и Лоосе. Позже полк был переброшен в Месопотамию, где участвовал в штурме Эль-Кута и битве за Багдад. В промежутке между мировыми войнами 9-й гуркхский воевал в Пенджабе и Северо-Западном пограничном регионе.
В ходе Второй мировой войны 1-й батальон 9-го гуркхского участвовал в Тунисской кампании британских войск, в том числе в боях при Джебель-эль-Мейда и Джебель-Гарси. С переносом боевых действий в Европу полк сражался в Италии, в частности, приняв участие в битве при Монте-Кассино. Первый батальон полка в течение 16 дней с 17 марта 1944 года удерживал плацдарм, известный, как Холм Висельника, вокруг которого в течение нескольких дней велись самые ожесточённые бои. С немецкой стороны в них участвовала 1-я парашютная дивизия. Из почти тысячи человек личного состава после 16 дней боёв в живых остались восемь офицеров и 177 солдат. В дальнейшем батальон участвовал в сражении при Монте-Пулито и освобождении Греции. 2-й батальон участвовал в обороне Сингапура, потерял 200 человек убитыми и в конце концов капитулировал вместе с другими британскими войсками. Солдаты батальона провели в японском плену три с половиной года. 3-й и 4-й батальоны полка входили в состав индийских сил в ходе Бирманской кампании, где завоевали высокую репутацию.

### В период независимости Индии
9-й гуркхский стрелковый полк стал частью вооружённых сил Индии после получения независимости. В 1962 году в ходе китайско-индийской пограничной войны 1-й батальон полка принял бои в тяжелейших условиях в районе Ньямка-Чу. Во время второй индо-пакистанской войны полк отличился в сражении при Пхиллоре, а в третью индо-пакистанскую войну 1-й батальон отлично проявил себя в бою за Дера-Баба-Нанак 13 февраля 1971 года в районе индо-пакистанской границы, а 2-й батальон — в сражении при Кумаркхали.

### Символика
Эмблема полка представляет собой два скрещённых ножа-кукри, направленных лезвиями в противоположные стороны. Под местом перекрещения, между рукоятками ножей, размещена арабская цифра 9, а над местом перекрещения — эмблема Индии в виде «Львиной капители» Ашоки. В период существования полка до 1947 года над местом перекрещения располагалась корона монарха Великобритании.
Девиз подразделения — «Лучше погибнуть, чем жить, как трус». Боевой клич — «Айо горкали!» («Гуркхи здесь!»).

## Награды
Трое военнослужащих 9-го гуркхского стрелкового полка были удостоены Креста Виктории — высшей боевой награды Великобритании. За Первую мировую войну эту награду получил майор Джордж Кэмпбелл Уиллер (2-й батальон, 1917 год, за бои в Месопотамии). За время Второй мировой войны этой награды удостоились двое: стажёр-майор Фрэнк Джеральд Блейк (3-й батальон, 1944 год, за действия в Бирме) и рядовой Шер Бахадур Тхапа (1944, за сражение при Монте-Пулито). В период независимости один военнослужащий полка был награждён Ашока Чакрой — высшим индийским орденом за мужество, вручаемым в периоды между войнами. Ещё 29 солдат полка стали кавалерами Военного креста и более сорока — кавалерами индийских орденов Маха Вир Чакра, Вир Чакра, Кирти Чакра и Шаурья Чакра. Двое офицеров 9-го гуркхского полка также являются кавалерами Королевского ордена Бутана.
Боевые отличия, полученные полком:
- Операции
  - Пхиллора, 1965 год, 5-й батальон
  - Кумаркхали, 1971 год, 2-й батальон
  - Дера-Баба-Нанак, 1971 год, 1-й батальон
- Театры боевых действий
  - Пенджаб, 1965 год, 5-й батальон
  - Бангладеш, 1971 год, 2-й батальон
  - Пенджаб, 1971 год, 3-й и 5-й батальоны
  - Джамму и Кашмир, 1971 год, 1-й батальон[8]